# Salman Akhtar
Salman Akhtar (ur. 31 lipca 1946 w Uttar Pradesh) – amerykański psychoanalityk i wykładowca akademicki indyjskiego pochodzenia. 
W 1968 ukończył szkołę medyczną w Aligarh, a w 1976 studia na University of Virginia School of Medicine w Charlottesville. Pracuje jako profesor psychiatrii na Thomas Jefferson University w Filadelfii.